# Startpage.com
Startpage — нідерландська пошукова система, що позиціює себе як конфіденційний засіб пошуку в інтернеті. Сайт надає результати запитів Google, захищаючи право конфіденційності користувача, не зберігаючи особисті або пошукові дані. Також пошукова система має функцію анонімного перегляду, що надає результати через проксі-сервер для підвищення рівня анонімності. Особливою перевагою Startpage є базування у Нідерландах, що свідчить про захист законами ЄС конфіденційності, запобігаючи стеження з боку державних програм, як, приміром, PRISM.
Startpage чітко утримується від таргетованої реклами. Замість того, щоб оцінювати та продавати дані користувачів, вона фінансується коштом неперсоніфікованої реклами.
Startpage.com розпочав свою діяльність як дочірня компанія Ixquick, метапошукової системи, заснованої в 1998 році. Два вебсайти були об'єднані у 2016 році. У жовтні 2019 року Startpage отримав значні інвестиції від Privacy One Group, дочірньої компанії System1.

## Історія

### Рання історія
Передусім був створений Ixquick (метапошукова система) 1998 році Девідом Бодніком в Нью-Йорку, що надавав метапошук для 14 різних пошукових систем, сайтів, каталогів, а також зображень, новин, MP3. Результати сортувалися за оцінками релевантності запиту. Компанія Surfboard Holding BV, що розташована в Зейсті, Нідерланди, викупила Ixquick у 2000 році. Ixquick відбув глобального оновлення 23 березня переробивши алгоритм метапошуку.
Startpage.com почав свою роботу як вебкаталог у 2002 році почавши віддзеркалювати Ixquick наступного року. 7 червня 2008 року компанія опрацювала Startpage.com, з того часу пошуковик міг отримувати результати винятково з системи Google. До випуску Tor Browser версії 4.5 у квітні 2015 року Startpage.com був його пошуковиком за умовчанням.
29 березня 2016 року Ixquick.com був об'єднаний в пошукову систему Startpage.com. Станом на 2017 рік, Starpage реалізує збільш як 2 мільярди пошукових запитів. Компанія була одною з 200 європейських компаній, котрі виступали проти F.C.C. політики, скасовуючи мережевий нейтралітет.

### Злиття і недавня історія
У жовтні 2019 року Privacy One Group, яка належить компанії adtech System1, набула контроль за пакетами акцій Startpage, однак, за словами компанії «засновники можуть в терміновому форматі відмовити будь-яким технічним змінам, що можуть негативно впливати на конфіденційність користувачів». Зберігаючи штаб-квартиру в Нідерландах, Startpage продовжує підпадати під захист нідерландських законів та ЄС про конфіденційність.
В травні 2020 року, компанія Vivaldi заявила, що її браузер додав Startpage як додаткову, чи стандартну пошукову систему.

## Конфіденційність
27 червня 2006 року, після критики Google Shopping, сайт почав видаляти особисті дані своїх користувачів. Ixquick заявила, що не поширює особисту інформацію користувачів між іншими пошуковими системами. Згідно з Wirecutter газети The New York Times, Startpage не зберігає особисту інформацію користувачів чи дані пошуку. В огляді сайту від березня 2020 року на ZDNet також згадується, що Startpage «не веде стеження, та не зберігає особисті дані, чи то дані пошуку».
У 2011 році Startpage отримав Європейську печатку конфіденційності, що вказує на відповідність до законів й норм ЄС з безпеки та конфіденційності, результати видачі відтворених якої є відповідним аудитам й технічними перевірками. Згодом печать була повторно сертифікована у 2013 і 2015 роках. Компанія також відмовилася записувати IP-адреси користувачів з 2009 року. Startpage також внесла 20 000 євро в NOYB, некомерційну організацію засновану Максом Шримсом, що займається судовими справами, та медіа ініціативою на підтримку Загального положення ЄС про захист даних.
Компанія також надає окремий проксі-сервер, що влаштований у пошукову систему, з 2018 року відомий як Anonymous View дозволяє користувачам відкривати запити через проксі.
StartMail, заснований у 2014 році генеральним директором Startpage Бінсом, був заснований як конфіденційна пошта. StartMail також дозволяє створювати одноразові й постійні псевдоніми пошти для кожного облікового запису. Філ Циммерманн, винахідник системи шифрування PGP, якого Startpage найняла у 2018 році для консультації компанії по технологіях конфіденційності, також допомагав розробці сервісу електронної пошти StartMail c PGP-шифруванням.

## Функціональність
Startpage використовує результати від Google, за які він платить. Станом на липень 2020 року Startpage дозволяє здійснювати пошук 82 мовами, зокрема бенгальською, данською, голландською, англійською, фінською, французькою, німецькою, італійською, японською, корейською, норвезькою, польською, португальською, спрощеною та традиційною китайською, іспанською, турецькою, шведською та французькою мовами.
На сайті є вкладки для вебпошуку, а також вкладки для пошуку зображень і відео. У листопаді 2019 року Startpage додав вкладку для пошуку новин. За словами компанії, пошук новин «не курується і не персоналізується», і «кожен користувач, який шукає один і той самий термін в один і той самий час, отримує однакові новини».
У червні 2022 року компанія додала «Миттєві відповіді» — функцію, яка відображає інформацію безпосередньо в пошуковій системі на такі теми, як погода, карти та Вікіпедія. На відміну від Google, Startpage не пропонує «тематичні фрагменти», тобто відповіді, отримані безпосередньо з відповідних вебсайтів. На противагу цьому, «Миттєві відповіді» Startpage отримують інформацію лише з десятка вебсайтів.

## Подібні сервіси
- DuckDuckGo — американська пошукова система, яка стверджує, що не збирає персональні дані.
- MetaGer — німецька пошукова система, яка також реалізує високий рівень захисту даних.
- Qwant — пошукова система з Франції з власним вебсканером, яка також приділяє особливу увагу захисту даних.